# La pistola sepolta
La pistola sepolta (The Fastest Gun Alive) è un film western del 1956 diretto da Russell Rouse, con Glenn Ford, Jeanne Crain, Broderick Crawford e Russ Tamblyn. È il remake cinematografico di uno sceneggiato televisivo intitolato The Last Notch diretto da Alex Segal e sceneggiato da Frank D. Gilroy.

## Trama
George Kelby Jr., il più veloce pistolero del West, vive ormai da anni in tranquillità, gestendo, sotto il falso nome di George Temple, un emporio con la moglie Dora. Tiene nascosta la sua vera identità, girando sempre senza pistola e questo lo espone a continue critiche e ad un malcelato disprezzo. Di nascosto dalla moglie, l'unica persona della cittadina a conoscerne la vera identità, ha continuato segretamente e all' insaputa della moglie ad esercitarsi con la pistola ed un giorno, stanco della situazione, dichiara ai presenti nel Saloon di essere il pistolero più veloce del West. Nessuno gli crede e nessuno gli dà la propria pistola per dimostrarlo. Per tutta risposta George prende la pistola nascosta nel negozio, che aveva giurato alla moglie di aver gettato in uno stagno, e colpisce prima due monete lanciate in aria contemporaneamente e poi un boccale di birra prima che tocchi il suolo dopo essere stato lasciato cadere. In poco tempo la sua fama arriva alle orecchie di Vinnie Harold, un criminale che ha ucciso diverse persone note per essere scelte con la pistola dopo averle deliberatamente sfidate, perché si vanta di essere il più veloce tiratore del West. Prevedendo la situazione, George e la moglie si preparano a lasciare la città, ma Vinnie è già arrivato e sfida George.
Poche ore dopo uno sceriffo ed i suoi uomini entrano in città con i cadaveri dei complici di Vinnie e trovano l'intero paese davanti a due tombe: Vinnie e George si sono uccisi a vicenda durante la sfida. Lo sceriffo prende nota della situazione e lascia la città. In realtà George ha ucciso Vinnie Harold nello scontro, rimanendo illeso e tutti i cittadini hanno fatto il giuramento di confermare la sua morte, permettendogli di riprendere il suo ruolo di George Temple, mentre nella tomba con il nome di George Kelby Jr. ci sono solo delle pietre e la sua pistola.

## Produzione
Il film, diretto da Russell Rouse su una sceneggiatura di Frank D. Gilroy e dello stesso Rouse e sul soggetto di Gilroy, fu prodotto da Clarence Greene per la Metro-Goldwyn-Mayer e girato nel Red Rock Canyon State Park a Cantil, California, da gennaio all'inizio di febbraio del 1956. Il titolo di lavorazione fu  The Last Notch.

## Distribuzione
Il film fu distribuito con il titolo The Fastest Gun Alive negli Stati Uniti dal 6 luglio 1956 al cinema dalla Metro-Goldwyn-Mayer.
Altre distribuzioni:
- in Portogallo il 19 settembre 1956 (A Vida ou a Morte)
- in Svezia il 21 gennaio 1957 (Första kulan dödar)
- in Germania Ovest il 26 aprile 1957 (Die erste Kugel trifft)
- in Finlandia il 10 maggio 1957 (Nopein ase voittaa)
- in Austria nel settembre del 1957 (Die erste Kugel trifft)
- in Danimarca il 23 giugno 1958 (Opgør i Cross Creek)
- in Spagna il 10 luglio 1961
- in Argentina (El pistolero invencible)
- in Brasile (Gatilho Relâmpago)
- in Canada (La première balle tue)
- in Cile (El pistolero invencible)
- in Spagna (Llega un pistolero)
- in Francia (La première balle tue)
- in Grecia (Kourastika na skotono)
- in Ungheria (A leggyorsabb fegyveres)
- in Italia (La pistola sepolta)
- nei Paesi Bassi (Moordend lood)
- in Jugoslavia (Najbrzi zivi revolveras)

## Critica
Secondo il Morandini il film è un "western schietto con una morale" che rientra pienamente nelle produzioni tipiche dirette da Rouse con il suo tono predicatorio ma con una storia ricca di pathos. Anche secondo Leonard Maltin il film è un "onesto western con morale". Maltin segnala inoltre il numero di danza di Russ Tamblyn.

## Promozione
La tagline è: WHAT HAPPENS in the next few minutes makes one of the most dramatic climaxes of any story you've ever seen!.